# Liste der Monuments historiques in Rives Dervoises
Die Liste der Monuments historiques in Rives Dervoises führt die Monuments historiques in der französischen Gemeinde Rives Dervoises auf.

## Liste der Immobilien
| Bezeichnung                       | Beschreibung                                             | Standort                                    | Kennzeichnung | Schutzstatus | Datum | Bild           |
| --------------------------------- | -------------------------------------------------------- | ------------------------------------------- | ------------- | ------------ | ----- | -------------- |
| Kirche Notre-Dame-de-l’Assomption | ab dem 12. Jahrhundert                                   | Droyes, route de Montier (Lage)             | PA00079054    | Classé       | 1914  | weitere Bilder |
| Kirche Ste-Marie                  | ab dem 13. Jahrhundert                                   | Longeville-sur-la-Laines, Grande Rue (Lage) | PA00079308    | Inscrit      | 1992  | weitere Bilder |
| Friedhofskreuz (1)                | aus dem 15. Jahrhundert                                  | Longeville-sur-la-Laines, Grande Rue (Lage) | PA00079139    | Classé       | 1911  |                |
| Kirche St-Martin                  | aus dem 16. Jahrhundert                                  | Louze, Grande Rue (Lage)                    | PA00079140    | Classé       | 1990  |                |
| Kirche Notre-Dame-en-sa-Nativité  | ab dem 13. Jahrhundert                                   | Puellemontier, rue de l’Église (Lage)       | PA00079195    | Classé       | 1992  | weitere Bilder |
| Friedhofskreuz (2)                | aus dem 15. Jahrhundert; zugehörige Pietà 1961 gestohlen | Puellemontier, rue de l’Église (Lage)       | PA00079194    | Classé       | 1909  | weitere Bilder |

## Liste der Objekte
| Bezeichnung                                     | Beschreibung                                                                              | Standort                                                              | Kennzeichnung | Schutzstatus | Datum | Bild           |
| ----------------------------------------------- | ----------------------------------------------------------------------------------------- | --------------------------------------------------------------------- | ------------- | ------------ | ----- | -------------- |
| Gemälde Der Skapulier                           | Ölfarbe auf Leinwand, 17. Jahrhundert                                                     | Droyes, in der Kirche Notre-Dame-de-l'Assomption (Lage)               | PM52000419    | Classé       | 1977  |                |
| Orgel                                           | Haupteintrag für PM52000420                                                               | Droyes, in der Kirche Notre-Dame-de-l'Assomption (Lage)               | PM52001492    | Classé       | 1980  |                |
| Instrumentalteil der Orgel                      | 1821 von Jean-Baptiste Salmon gebaut                                                      | Droyes, in der Kirche Notre-Dame-de-l'Assomption (Lage)               | PM52000420    | Classé       | 1980  |                |
| Gemälde Taufe Christi                           | Ölfarbe auf Leinwand, 1636 von Henri Regnauldet                                           | Droyes, in der Kirche Notre-Dame-de-l'Assomption (Lage)               | PM52002079    | Inscrit      | 2011  |                |
| Gemälde Der Rosenkranz                          | Ölfarbe auf Leinwand, 17. Jahrhundert                                                     | Droyes, in der Kirche Notre-Dame-de-l'Assomption (Lage)               | PM52000418    | Classé       | 1977  |                |
| Truhe des Kirchenvorstands                      | Holz, 15. Jahrhundert                                                                     | Droyes, in der Kirche Notre-Dame-de-l'Assomption (Lage)               | PM52002077    | Inscrit      | 2011  |                |
| Skulptur Maria Immaculata                       | aus dem 17. Jahrhundert                                                                   | Droyes, in der Kirche Notre-Dame-de-l'Assomption (Lage)               | PM52002078    | Inscrit      | 2011  |                |
| Skulptur Madonna mit Kind                       | Stein, 17. Jahrhundert                                                                    | Longeville-sur-la-Laines, in der Vorhalle der Kirche Ste-Marie (Lage) | PM52000873    | Classé       | 1965  |                |
| Sakramentshaus (1)                              | Holz, 16. Jahrhundert                                                                     | Louze, in der Kirche St-Martin (Lage)                                 | PM52000880    | Classé       | 1977  |                |
| Kirchenfenster                                  | drei Fenster mit Darstellungen aus dem Leben Christi im Chorraum, 13. und 16. Jahrhundert | Louze, in der Kirche St-Martin (Lage)                                 | PM52000876    | Classé       | 1990  |                |
| Skulptur Heiliger Martin                        | Stein, farbig gefasst, 17. Jahrhundert                                                    | Louze, in der Kirche St-Martin (Lage)                                 | PM52000877    | Classé       | 1908  |                |
| Sakramentshaus (2)                              | Holz, farbig gefasst und vergoldet, 15. Jahrhundert                                       | Louze, in der Kirche St-Martin (Lage)                                 | PM52000878    | Classé       | 1911  |                |
| Adlerpult                                       | Holz, 18. Jahrhundert                                                                     | Louze, in der Kirche St-Martin (Lage)                                 | PM52000879    | Classé       | 1966  |                |
| Reliquienbüste Heilige Syra                     | Holz, farbig gefasst, 18. Jahrhundert                                                     | Puellemontier, in der Kirche Notre-Dame-en-sa-Nativité (Lage)         | PM52001029    | Classé       | 1980  |                |
| Taufbecken                                      | Stein, Ende des 15. Jahrhunderts                                                          | Puellemontier, in der Kirche Notre-Dame-en-sa-Nativité (Lage)         | PM52001436    | Classé       | 2000  |                |
| Reliquienbüste Heilige Flora                    | Holz, farbig gefasst, 18. Jahrhundert                                                     | Puellemontier, in der Kirche Notre-Dame-en-sa-Nativité (Lage)         | PM52001028    | Classé       | 1980  |                |
| Skulptur Heilige Sabina                         | Stein, farbig gefasst, 16. Jahrhundert                                                    | Puellemontier, in der Kirche Notre-Dame-en-sa-Nativité (Lage)         | PM52001024    | Classé       | 1961  |                |
| Skulptur Erzengel Michael                       | Stein, 17. Jahrhundert                                                                    | Puellemontier, in der Kirche Notre-Dame-en-sa-Nativité (Lage)         | PM52001027    | Classé       | 1980  |                |
| Kelch                                           | Silber, vergoldet, Anfang des 18. Jahrhunderts                                            | Puellemontier, in der Kirche Notre-Dame-en-sa-Nativité (Lage)         | PM52001030    | Classé       | 1980  |                |
| Kirchenfenster                                  | vom Anfang des 16. Jahrhunderts                                                           | Puellemontier, in der Kirche Notre-Dame-en-sa-Nativité (Lage)         | PM52001023    | Classé       | 1992  | weitere Bilder |
| Skulptur einer Heiligen mit Buch                | Stein, 16. Jahrhundert                                                                    | Puellemontier, in der Kirche Notre-Dame-en-sa-Nativité (Lage)         | PM52001025    | Classé       | 1961  |                |
| Skulptur eines kopftragenden Heiligen mit Vogel | Stein, farbig gefasst, 17. Jahrhundert                                                    | Puellemontier, in der Kirche Notre-Dame-en-sa-Nativité (Lage)         | PM52001026    | Classé       | 1961  |                |
| Pietà                                           | Stein, 15. Jahrhundert; 1961 gestohlen                                                    | Puellemontier, am Friedhofskreuz (Lage)                               | PM52002040    | Classé       | 1909  |                |